# Radix omnium malorum avaritia
La locución latina Radix omnium malorum avaritia, cuya traducción es "el origen de todo lo malo es la avaricia", es una sentencia de San Pablo popularizada por San Agustín en De Libero Arbitrio.

(...) porque raíz de todos los males es el amor al dinero, el cual codiciando algunos, se extraviaron de la fe, y fueron traspasados de muchos dolores (...)
San Pablo, Primera epístola a Timoteo 6:10.

Se piensa que originalmente esta frase se expresaba como Avaritia est radix omnium malorum, pero dado que el acrónimo de Radix Omnium Malorum Avaritia equivale a la palabra "Roma", a menudo los primeros cristianos lo ocuparon como una crítica hacia el Imperio Romano y su afán expansionista, haciendo alusión a esta frase, convirtiéndose esta forma por ello en la de mayor uso.
A esta frase se le considera equivalente a Omnis improvitatis mater est avaritia (Afligidos espíritus engendra la avaricia), cuya versión en español "afeminados espíritus engendra la avaricia" es un popular dicho en España.